# Letland ved sommer-OL 2020
Letland deltog under Sommer-OL 2020 i Tokyo som blev afviklet i perioden 23. juli til 8. august 2021.

## Medaljer
| 2020 Tokyo | Guld | Sølv | Bronze | Total |
| Letland    | 1    | 0    | 1      | 2     |

### Medaljevinderne
| Letland under sommer-OL 2020 i Tokyo | Letland under sommer-OL 2020 i Tokyo                                                         | Letland under sommer-OL 2020 i Tokyo | Letland under sommer-OL 2020 i Tokyo | Letland under sommer-OL 2020 i Tokyo |
| Medalje                              | Navn                                                                                         | Sport                                | Event                                | Dato                                 |
| ------------------------------------ | -------------------------------------------------------------------------------------------- | ------------------------------------ | ------------------------------------ | ------------------------------------ |
| Guld                                 | Letlands national 3x3 hold - Agnis Čavars - Edgars Krūmiņš - Kārlis Lasmanis - Nauris Miezis | Basketball                           | Mændenes 3x3 turnering               | 28. juli                             |
| Bronze                               | Artūrs Plēsnieks                                                                             | Vægtløftning                         | Men's 109 kg                         | 3. august                            |